# Pozoantiguo
Pozoantiguo település Spanyolországban,  Zamora tartományban. Pozoantiguo Toro, Pinilla de Toro, Villardondiego, Abezames, Fuentesecas és Matilla la Seca községekkel határos. Lakosainak száma 190 fő (2024).

## Népesség
A település népessége az utóbbi években az alábbiak szerint változott:
| Lakosok száma | 346  | 306  | 271  | 290  | 274  | 261  | 224  | 224  | 187  | 190  |
|               | 2001 | 2004 | 2007 | 2009 | 2012 | 2014 | 2017 | 2019 | 2022 | 2024 |